# リチャード・ポートナウ
リチャード・ポートナウ（Richard Portnow,  1947年1月26日 - ）は、アメリカ合衆国の俳優である。

## 来歴
1967年、ニューヨーク市ブルックリン区に生まれる。ニューヨークのブルックリン大学で演劇を学んだ。本格的な役者活動を始めるまでは、バーテンダー、アンティーク・ディーラー、パブリックスクールの非常勤講師など様々な仕事をに就いた。その後、オフ・ブロードウェイなどの舞台で経験を積み、徐々に評価を得ていき、ブロードウェイ舞台にも進出。舞台での演技への評判から徐々にテレビや映画などへの露出も増えていき、1980年に『Roadie』という映画でデビューして以降、ウーピー・ゴールドバーグのコメディ映画『天使にラブ・ソングを…』やアーノルド・シュワルツェネッガー主演の『キンダガートン・コップ』などのコメディからブラッド・ピット主演のスリラー『セブン』などのシリアスな映画まで幅広いジャンルの作品に貢献している。

## 出演作品

### 映画
- Roadie (1980)
- 影の追跡 Trackdown: Finding the Goodbar Killer (1983) ※テレビ映画
- マドンナのスーザンを探して Desperately Seeking Susan (1985)
- ラジオ・デイズ Radio Days (1987)
- ティンメン/事の起こりはキャデラック Tin Men (1987)
- マンハッタン・ミステリー/消えた黒い箱 The Squeeze (1987)
- 新・弁護士ペリー・メイスン/追憶の影 Perry Mason: The Case of the Murdered Madam (1987) ※テレビ映画
- ウィーズ Weeds (1987)
- ウォンテッド・ハイスクール/ あぶない転校生 Hiding Out (1987)
- グッドモーニング, ベトナム Good Morning, Vietnam (1987)
- Almost Partners (1987)
- 危険なパートナー In Dangerous Company (1988)
- ツインズ Twins (1988)
- ライフ・オン・ジ・エッジ Meet the Hollowheads (1989)
- キング・マフィア/偽りの報酬 Original Sin (1989) ※テレビ映画
- セイ・エニシング Say Anything... (1989)
- A Deadly Silence (1989) ※テレビ映画
- ピーター・ガン Peter Gunn (1989) ※テレビ映画
- 理由なき発砲 Chattahoochee (1989)
- ラジオタウンで恋をして Tune in Tomorrow... (1990)
- ハバナ Havana (1990)
- キンダガートン・コップ Kindergarten Cop (1990)
- Perry Mason: The Case of the Maligned Mobster (1991)
- バートン・フィンク Barton Fink (1991)
- フォー・ザ・ボーイズ For the Boys (1991)
- 花嫁のパパ Father of the Bride (1991)
- ベートーベン Beethoven (1992) ※ノークレジット
- 天使にラブ・ソングを… Sister Act (1992)
- ペイダート/この家、一獲千金! There Goes the Neighborhood (1992)
- 愛が微笑む時 Heart and Souls (1993)
- ナイト・クライシス Night Eyes Three (1993)
- パパはキャリア・ウーマン/肉親探し大騒動 Based on an Untrue Story (1993) ※テレビ映画
- リップスティック・カメラ Lipstick Camera (1994)
- Ray Alexander: A Taste for Justice (1994) ※テレビ映画
- Dragstrip Girl (1994)
- Trial by Jury (1994)
- S.F.W. S.F.W. (1994)
- Ripley's Believe It or Not (1994)
- ママのフィアンセ/ 結婚に異議あり! Man of the House (1995)
- サイコパス/死体の刻印 Ed McBain's 87th Precinct: Lightning (1995)
- Across the Moon (1995)
- 誘導尋問 Indictment: The McMartin Trial (1995) ※テレビ映画
- セブン Se7en (1995)
- 移植 Donor Unknown (1995) ※テレビ映画
- 僕のボーガス Bogus (1996)
- プライベート・パーツ Private Parts (1997)
- マッド・シティ Mad City (1997)
- ベラ・マフィア/ ファミリーの女たち Bella Mafia (1997) ※テレビ映画
- Naked in the Cold Sun (1997)
- マイロ/ 呪われた人体実験 Milo (1998)
- 疑惑の幻影 Shadow of Doubt (1998)
- マイ・ジャイアント My Giant (1998)
- ラスベガスをやっつけろ Fear and Loathing in Las Vegas (1998)
- Fallen Arches (1998)
- アルティメット・プレデター Road Kill (1999)
- Ballad of the Nightingale (1999)
- ゴースト・ドッグ Ghost Dog: The Way of the Samurai (1999)
- シルバーホークス3 Desert Thunder (1999)
- 野獣教師3 The Substitute 3: Winner Takes All (1999) ※テレビ映画
- ウィットネス・プロテクション/ 証人保護 Witness Protection (1999) ※テレビ映画
- キルロイ Kilroy (1999)
- ハッピー・アクシデント Happy Accidents (2000)
- 計画殺人 Lured Innocence (2000)
- The Mystery of Spoon River (2000)
- ニール・サイモンのスーパー・コメディアンと7人のギャグマンたち Laughter on the 23rd Floor (2001)
- Zigs (2001)
- Double Bang (2001)
- Poolhall Junkies (2002)
- Tony 'n' Tina's Wedding (2004)
- Under the City (2004)
- Johnny Slade's Greatest Hits (2005)
- コネクション マフィアたちの法廷 Find Me Guilty (2006)
- パーフェクト・ストレンジャー Perfect Stranger (2007)
- 狼たちの激闘 Good Time Max (2007)
- メイド・イン・ブルックリン Made in Brooklyn (2007)
- Chasing Robert (2007)
- 俺たち庶民派シューター The Minis (2007)
- ザ・インディアン The Indian (2007)
- ザ・スピリット The Spirit (2008)
- Life Is Hot in Cracktown (2009)
- 完全なる報復 Law Abiding Citizen (2009)
- Under New Management (2009)
- Privileged (2010)
- Killer by Nature (2010)
- The Christmas Pageant (2011)
- A Night of Nightmares (2012)
- Two Jacks (2012)
- ヒッチコック Hitchcock (2012)
- Hotchfeld (2012)
- アンダードッグ Underdogs (2013)
- Duke (2013)
- Slightly Single in L.A. (2013)
- A Voice in the Dark (2013)
- オールド・ボーイ Oldboy (2013)
- Spring Break '83 (2014)
- Red Team Go (2014)
- Dirty People (2014)
- This Last Lonely Place (2014)
- トランボ ハリウッドに最も嫌われた男 Trumbo (2015)
- Soy Nero (2016)
- カフェ・ソサエティ Café Society (2016)

### テレビドラマ
- ザ・シークレット・ハンター The Equalizer (1985, 1986)
- フロム・ザ・ダークサイド Tales from the Darkside (1987)
- アメリカン・プレイハウス American Playhouse (1987)
- Beverly Hills Buntz (1987)
- Hooperman (1987)
- 美女と野獣 Beauty and the Beast (1987)
- 親愛なるきみへ Dear John (1988)
- Singer & Sons (1990)
- 名探偵ダウリング神父 Father Dowling Mysteries (1990)
- ジェシカおばさんの事件簿 Murder, She Wrote (1991, 1995)
- かっとび放送局WKRP The New WKRP in Cincinnati (1991)
- 恐竜家族 Dinosaurs (1991, 1992) ※声の出演
- Middle Ages (1992)
- Civil Wars (1992)
- ホーム・フロント Homefront (1992)
- ザ・コミッシュ The Commish (1994)
- ダブルラッシュ Double Rush (1995)
- NYPDブルー NYPD Blue (1995, 2005)
- 新スーパーマン Lois & Clark: The New Adventures of Superman (1995)
- デイヴの世界 Dave's World (1996)
- ドリーム・オン Dream On (1996)
- EZ Streets (1996, 1997)
- あなたにムチュー Mad About You (1996, 1997)
- 炎のテキサス・レンジャー Walker, Texas Ranger (1997)
- 犯罪捜査官ネイビーファイル JAG (1997)
- スピン・シティ Spin City (1998)
- 若き巡査の誇り Ryan Caulfield: Year One (1999)
- ボーイ・ミーツ・ワールド Boy Meets World (1999)
- ザ・ソプラノズ 哀愁のマフィア The Sopranos (1999 - 2004)
- 18 Wheels of Justice (2000)
- Judging Amy (2000)
- NIP/TUCK マイアミ整形外科医 Nip/Tuck (2004, 2009)
- ボストン・リーガル Boston Legal (2004, 2005, 2006)
- 弁護士アラン・ショア Head Cases (2005)
- ラスベガス Las Vegas (2005)
- シークレット・アイドル ハンナ・モンタナ Hannah Montana (2006)
- コールドケース 迷宮事件簿 Cold Case (2008)
- How to Make It in America (2010)
- Outlaw (2010)
- メンタリスト The Mentalist (2011)
- CSI:ニューヨーク CSI: NY (2012)
- Hawaii Five-0 Hawaii Five-0 (2012)
- リーガル・バディーズ フランクリン&バッシュ Franklin & Bash (2012)
- キャッスル 〜ミステリー作家は事件がお好き Castle (2014)
- Parks and Recreation (2014)
- SUITS/スーツ Suits (2014)
- GRIMM/グリム Grimm (2015)
- グッド・ワイフ The Good Wife (2015)
- エレメンタリー ホームズ&ワトソン in NY Elementary (2016)
- タイムレス Timeless (2017)
- Major Crimes 〜重大犯罪課 Major Crimes (2017)
- ロブの素顔 Real Rob (2017)

### アニメ映画
- ティンカー・ベル Tinker Bell (2008)

### ビデオゲーム
- X2 - Wolverine's Revenge (2003)

## 参照
1. 1 2 3  “Richard Portnow Biography”. 2014年7月5日閲覧。